# Béla Károlyi
Béla Károlyi (13. září 1942 Kluž – 15. listopadu 2024 Spojené státy americké) byl rumunský gymnastický trenér. Pocházel z maďarské menšiny. V mládí se na vrcholové úrovni věnoval boxu a hodu kladivem. Absolvoval bukurešťský tělovýchovný institut, kde se seznámil se svojí pozdější manželkou Mártou, s níž otevřel v Onești gymnastickou školu. Jejich způsob přípravy vedl k vzestupu rumunské ženské gymnastiky mezi světovou špičku, v roce 1974 se Károlyi stal reprezentačním trenérem a na Letních olympijských hrách 1976 získala jeho svěřenkyně Nadia Comaneciová tři zlaté medaile, z jeho školy vyšly také Teodora Ungureanuová, Emilia Eberleová a Ecaterina Szabová. Károlyi proslul svéráznými tréninkovými metodami a impulzivní povahou, dostával se do mnoha konfliktů s komunistickými funkcionáři a v roce 1981 při závodech v USA požádal o politický azyl. Vedl Mary Lou Rettonovou, která se stala olympijskou vítězkou ve víceboji v roce 1984, poté se stal trenérem ženského gymnastického družstva USA. Kim Zmeskalová se pod jeho vedením stala v roce 1991 mistryní světa. V roce 1997 byl uveden do Síně slávy světové gymnastiky. V roce 2001 založili manželé Károlyiovi v Texasu gymnastické tréninkové centrum Karolyi Ranch. Vydal autobiografickou knihu Feel No Fear: The Power, Passion, and Politics of a Life in Gymnastics a hrál sám sebe ve filmu Charlieho andílci: Na plný pecky. Při olympijských hrách 2008 v Pekingu obvinil vítězný čínský tým z porušování pravidla o věkovém limitu pro závodnice. Byl příznivcem Uniunea Democrată Maghiară din România, za kterou v roce 2008 neúspěšně kandidoval do senátu.